# Dante Fascell
Dante Bruno Fascell (Bridgehampton, 9 marzo 1917 – Clearwater, 28 novembre 1998) è stato un politico statunitense, membro della Camera dei Rappresentanti per lo stato della Florida dal 1955 al 1993.

## Biografia
Nato in una famiglia italoamericana nello stato di New York, Fascell crebbe in Florida e combatté nella seconda guerra mondiale con la Guardia Nazionale.
Nel 1950 venne eletto come democratico all'interno della legislatura statale della Florida e cinque anni dopo venne eletto deputato alla Camera dei Rappresentanti. Gli elettori lo riconfermarono per altri diciotto mandati, finché Fascell decise di ritirarsi nel 1993.
Nell'ottobre del 1998 il Presidente Bill Clinton gli conferì la medaglia presidenziale della libertà; Fascell morì un mese dopo per via di un cancro colorettale che lo aveva colpito.